# لوسيانا جينرو
لوسيانا جينرو (سانتا ماريا، ريو غراندي دو سول، 17 يناير 1971) محامية وسياسية برازيلية ونائب دولة وأحد مؤسسي حزب الاشتراكية والحرية. في عام 2014 كانت مرشحة الحزب لمنصب رئيس البرازيل. جاءت في المركز الرابع، وحصلت على أكثر من 1.6 مليون صوت على الصعيد الوطني. وهي ابنة تارسو جينرو، سياسي مهم في حزب العمال.

## السيرة الشخصية

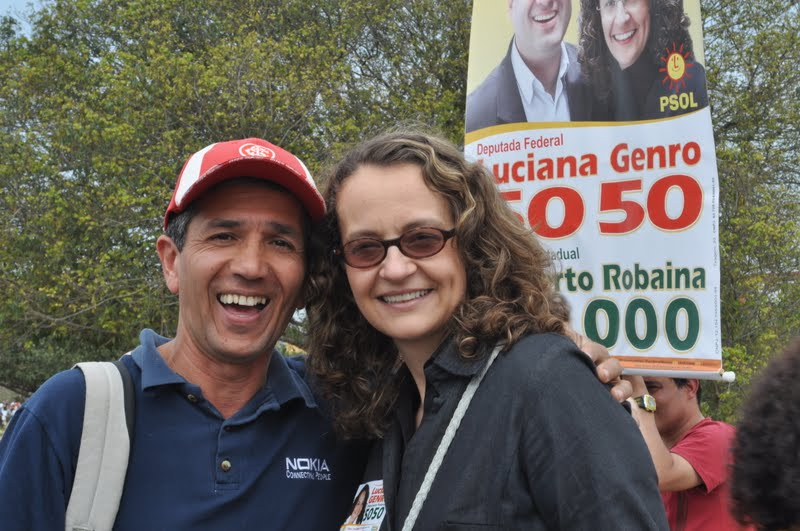
لوسيانا جينرو وروبرتو روبينا - 2010

### النشأة
بدأت لوسيانا مسيرتها السياسية في الحركة الطلابية في بورتو أليغري وكانت جزءًا من التقارب الاشتراكي، في وقت حزب العمال الحالي. تم انتخابها عام 1994 عن عمر يناهز 23 عامًا لفترة ولايتها الأولى نائبة للدولة وأعيد انتخابها في عام 1998 بضعف التصويت السابق. برزت في الجمعية التشريعية لشجبها للفساد في كورسان، عندما أخرجها بيرفران روسادو، ودفاعها عن عمليات نضالات مختلفة للمدرسين والطلاب والعمال والحركات الاجتماعية الأخرى.

### التاريخ الانتخابي
في عام 2002 تم انتخابها لأول مرة نائبة فيدرالية من قبل ولايتها، في نفس الانتخابات التي ارتقى فيها لويس إيناسيو لولا دا سيلفا إلى رئاسة الجمهورية. في بداية الحكومة مباشرة اختلفت مع سياسات حزب العمال بعد وصولها إلى السلطة، لا سيما مع اقتراح الحكومة لإصلاح نظام التقاعد في عام 2003. صوتت ضد الحزب وطردها من الحزب خوسيه ديرسو وخوسيه جنوينو، الذين تم احتجازهم الآن بعد فضيحة منسالاو.
بدأت مع هيلويسا هيلينا ونواب منشقين آخرين، عملية تأسيس الحزب الاشتراكي الموحد عام 2005. وفي العام التالي أعيد انتخابها نائبة فيدرالية من قبل الحزب الجديد. خلال فترتيها في مجلس النواب كرست نفسها بشكل خاص لمشاريع القوانين في المجال الاقتصادي، مثل تنظيم الضريبة على الثروات الكبيرة. في عام 2008 ترشحت لمنصب عمدة بورتو أليغري وحصلت على المركز الرابع بنسبة 9٪ من الأصوات.